# Marcello Foa

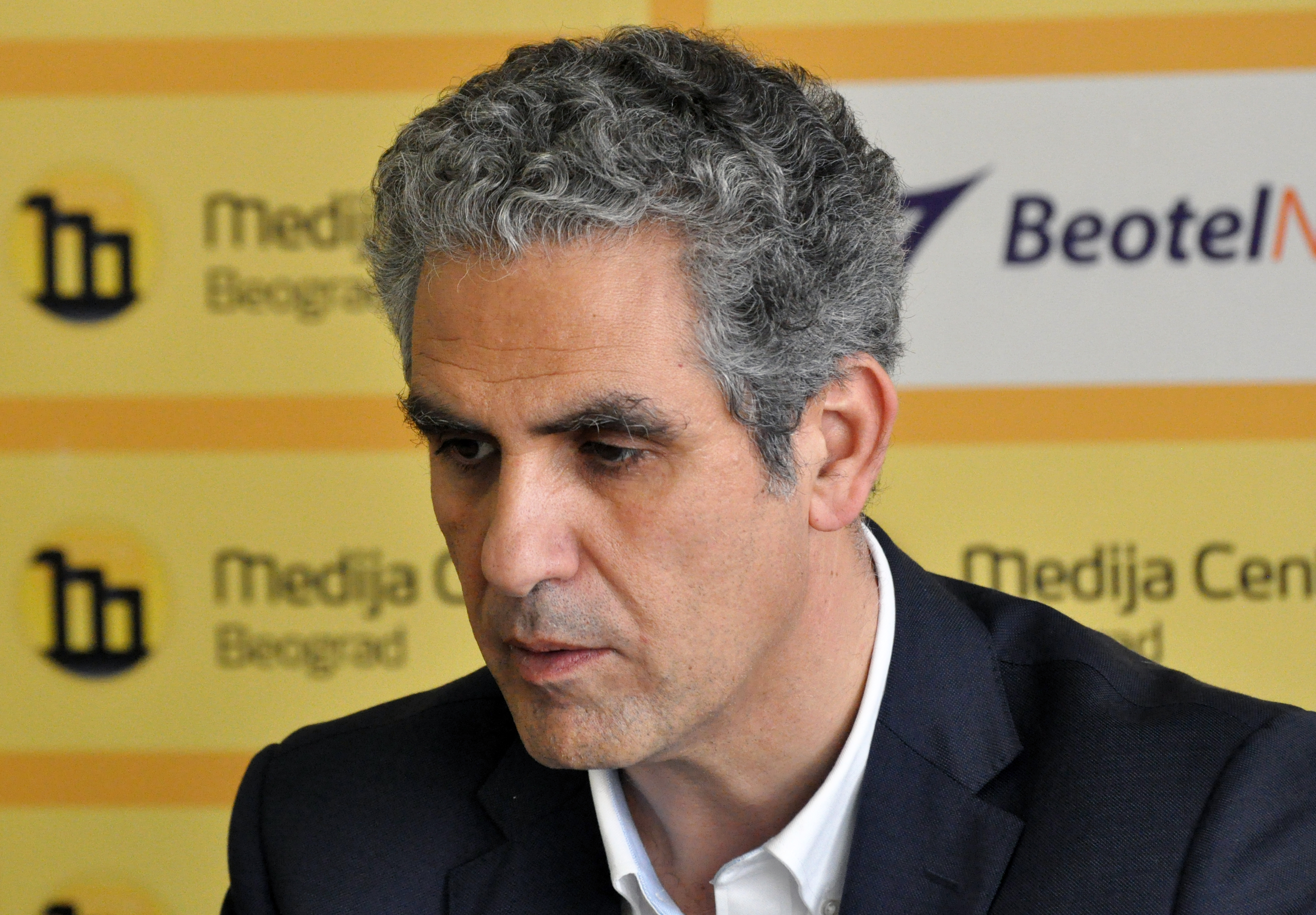
Marcello Foa (2018)

Marcello Luigi Foa (*  30. September 1963 in Mailand) ist ein italienischer Journalist, Geschäftsmann, Blogger und Schriftsteller mit Schweizer Staatsbürgerschaft. Vom 26. September 2018 bis zum 16. Juli 2021 war er Präsident der Rai – Radiotelevisione Italiana.

## Leben
Marcello Foa wuchs in Lugano auf. Er entstammt einer Familie jüdischer Herkunft mit einer griechischen Mutter orthodoxer Religion und erklärt, katholisch zu sein. Er besitzt die doppelte schweizerische und italienische Staatsbürgerschaft. Nach seinem Studium der Politikwissenschaften an der Universität Mailand begann er seine Karriere 1984 in Lugano bei der Gazzetta Ticinese und 1987 beim Giornale del Popolo, zwei Tessiner Zeitungen.

## Berufliche Laufbahn
Im Jahr 1989 wurde er als Berufsjournalist in den italienischen Journalistenorden aufgenommen. Im November desselben Jahres wurde er bei Indro Montanellis Il Giornale als stellvertretender Auslandredaktor eingestellt und 1993 zum leitenden Auslandredaktor befördert. In dieser Funktion beschäftigte sich Foa mit dem deutschen Einigungsprozess und war bis 2008 häufig in Moskau, wo er den Zusammenbruch der Sowjetunion und dessen Folgen miterlebte.
Im Jahr 2004 gründete er zusammen mit Stephan Ruß-Mohl das European Journalism Observatory an der Fakultät für Kommunikationswissenschaften der Università della Svizzera italiana (USI), ein Institut, das die Qualität im Journalismus fördern und Brücken zwischen Verlagswesen und Wissenschaft sowie zwischen verschiedenen journalistischen Kulturen in Europa schlagen soll. Im Jahr 2005 erhielt das Observatorium vom Verein Qualität im Journalismus den Medienpreis als bestes Schweizer Forschungsinstitut.
Seit seiner Gründung wird das Institut von Professor Ruß-Mohl geleitet, während Foa in diesen Jahren die Position des stellvertretenden Direktors mit hauptsächlich strategischen Aufgaben innehatte. Seit 2004 hat er mehrere Jahre lang Kurse in Journalismus und Kommunikation sowohl auf Bachelor- als auch auf Masterebene unterrichtet. Derzeit (Juli 2022) unterrichtet er Kommunikation und Medien in den internationalen Beziehungen an der USI.
Mehrere Jahre lang unterrichtete er Kurse in internationalem Journalismus im Rahmen des Masterstudiengangs für Journalismus an der Università Cattolica del Sacro Cuore in Mailand und hat auch Kurse für den Masterstudiengang für Journalismus an der Universität Mailand und bis heute an den Journalismuskursen der italienischen Schweiz abgehalten. Seit mehr als zehn Jahren wird er regelmässig zu akademischen Konferenzen eingeladen und hält Vorträge und Vorlesungen.
Im August 2005 wurde er zum Sonderbeauftragten von Il Giornale ernannt und verfolgt insbesondere die Wahlprozesse in den Vereinigten Staaten, Deutschland, Grossbritannien und Frankreich; er macht auch Wirtschaftsreportagen in Italien und über die islamische Frage auf beiden Seiten des Mittelmeers, wobei er sich auf geostrategische und geoökonomische Themen spezialisiert.
Im Sommer 2011 verliess er Il Giornale und wurde Generaldirektor der Verlagsgruppe TImedia Holding SA in Melide TI und des Corriere del Ticino, der wichtigsten und ältesten Tageszeitung der italienischen Schweiz. Ein Jahr später wurde Foa auch Geschäftsführer sowohl der Società Editrice del Corriere del Ticino SA in Muzzano TI als auch der Gruppe (TImedia, später MediaTI Holding, fusioniert mit der Società Editrice del Corriere del Ticino SA). Während seines Aufenthalts in der Schweiz führt er weiterhin seinen persönlichen Blog Il cuore del mondo in der Online-Ausgabe der Zeitung Via Negri.

## Kontroversen

### Verschwörungen und Fake News
Foa hat wiederholt verschiedene Verschwörungstheorien unterstützt, wie z. B. angeblich vom Pentagon unter dem Namen von Al-Qaida verbreitete Videos, die (bereits von der Wissenschaft widerlegte) Theorie, dass «die Injektion von 12 Impfstoffen in einem kurzen Zeitraum in den Körper eines Kindes einen sehr starken Schock für den Körper des Kindes verursacht, der sein normales Gleichgewicht schädigen könnte. Im Kanton Tessin sind sie nicht obligatorisch und ich sehe keine Probleme in der Schweiz», oder dass die deutsche Polizei (unter der Merkel-Regierung) angewiesen worden sei, Alarmismus zu vermeiden und Beweise für die Vorbereitung islamistisch-terroristischer Anschläge im Land zu verbergen. Später gab er seinen Fehler zu.
Am 4. November 2017 veröffentlichte er in seinem Blog auf der Website von Il Giornale einen Bericht, der beweisen sollte, dass mehrere Abgeordnete des Partito Democratico von der «Open Society» des ungarischen Financiers George Soros finanziert würden, und am 19. Oktober 2018 griff er diese Nachricht in einem Interview mit der israelischen Zeitung Haaretz wieder auf. In Wirklichkeit enthielt das Dossier, das auf 2014 zurückgeht und von einem Beratungsunternehmen der «Open Society» zusammengestellt wurde, lediglich Hinweise darauf, zu welchen italienischen und europäischen Abgeordneten die NGO Beziehungen unterhalten könnte. Unmittelbar nach Bekanntwerden der Nachricht kündigte Patrizia Toia im Namen der PD-Abgeordneten ihre Absicht an, ihn wegen solch diffamierender Aussagen zu verklagen.

### Gender-Theorie
Foa hat in einigen seiner Artikel die Existenz der Gender-Ideologie unterstützt. Foa zufolge wird ein Kampf um den Schutz der homosexuellen Minderheit dazu benutzt, um die natürliche sexuelle Identität der grossen Mehrheit der Menschen auszulöschen […] es handelt sich um eine Aberration, die sich immer mehr durchsetzt.

### Ilaria Alpi
In seiner Eigenschaft als Präsident der Rai wurde Marcello Foa am 22. Juli 2020 von der parlamentarischen Kommission für die allgemeine Leitung und Überwachung der Radio- und Fernsehdienste befragt, um die Gründe für die Weigerung der Rai zu ermitteln, den Animationsfilm Somalia94 – Il caso Ilaria Alpi von Marco Giolo zu produzieren/zu fördern/auszustrahlen.

## Auszeichnungen
Im Mai 1989, im Alter von 25 Jahren, gewann er den Lucini-Journalistenpreis für den besten schriftlichen Test bei der Prüfung «Ordine dei giornalisti» zur Berufszulassung. Im Jahr 2013 erhielt er den Kunst- und Kulturpreis für Journalismus.
Im Jahr 2018 erhielt er den Oriana-Fallaci-Preis, eine Auszeichnung, die von Armando Manocchia, dem Besitzer der Fake-News-Site Imola Oggi, gestiftet wurde.

## Werke (Auswahl)
- Gli stregoni della notizia. Da Kennedy alla guerra in Iraq: come si fabbrica informazione al servizio dei governi. Guerini e associati, Milano 2006, ISBN 88-8335-783-3.
- Il ragazzo del lago. Piemme, Milano 2010, ISBN 978-88-566-1055-0.
- Il bambino invisibile. Piemme, Milano 2012, ISBN 978-88-566-2045-0.
- Gli stregoni della notizia – Atto secondo. Come si fabbrica informazione al servizio dei governi. Guerini e associati, Milano 2018, ISBN 978-88-6250-679-3.